# Red Wings de l'Adirondack
Les Red Wings de l'Adirondack sont une franchise professionnelle de hockey sur glace de la Ligue américaine de hockey. Le marché de Glen Falls est maintenant occupé par une autre équipe de la Ligue américaine de hockey, les Phantoms de l'Adirondack.

## Histoire
Basée à Glens Falls dans l'État de New York aux États-Unis, la franchise a connu de nombreux succès au cours de ses vingt années passées en LAH. Affiliée aux Red Wings de Détroit, elle a remporté trois titres de division en 1986, 1989 et 1994 et surtout quatre Coupes Calder en 1981, 1986, 1989 et enfin 1992.

## Statistiques
| Saison    | PJ | V  | D  | N  | DP | Pts | BP  | BC  | Classement Final | Séries éliminatoires  |
| --------- | -- | -- | -- | -- | -- | --- | --- | --- | ---------------- | --------------------- |
| 1979-1980 | 80 | 32 | 37 | 11 | -- | 75  | 297 | 309 | 4e North         | Éliminés en 1re ronde |
| 1980-1981 | 80 | 35 | 40 | 5  | -- | 75  | 305 | 328 | 2e South         | Vainqueurs            |
| 1981-1982 | 80 | 34 | 37 | 9  | -- | 77  | 299 | 285 | 5e South         | Éliminés en 1re ronde |
| 1982-1983 | 80 | 36 | 39 | 5  | -- | 77  | 329 | 343 | 4e North         | Éliminés en 1re ronde |
| 1983-1984 | 80 | 37 | 29 | 14 | -- | 88  | 344 | 330 | 2e North         | Éliminés en 1re ronde |
| 1984-1985 | 80 | 35 | 37 | 8  | -- | 78  | 290 | 336 | 5e North         | Non qualifiés         |
| 1985-1986 | 80 | 41 | 31 | 8  | -- | 90  | 339 | 298 | 1er North        | Vainqueurs            |
| 1986-1987 | 80 | 44 | 31 | -- | 5  | 93  | 329 | 296 | 2e North         | Éliminés en 2e ronde  |
| 1987-1988 | 80 | 42 | 23 | 11 | 4  | 99  | 306 | 275 | 3e South         | Éliminés en 2e ronde  |
| 1988-1989 | 80 | 47 | 27 | 6  | -- | 100 | 369 | 294 | 1er South        | Vainqueurs            |
| 1989-1990 | 80 | 42 | 27 | 11 | -- | 95  | 330 | 304 | 2e South         | Éliminés en 1re ronde |
| 1990-1991 | 80 | 33 | 37 | 10 | -- | 76  | 320 | 346 | 5e South         | Éliminés en 1re ronde |
| 1991-1992 | 80 | 40 | 36 | 4  | -- | 84  | 335 | 309 | 2e North         | Vainqueurs            |
| 1992-1993 | 80 | 36 | 35 | 9  | -- | 81  | 331 | 308 | 2e North         | Éliminés en 2e ronde  |
| 1993-1994 | 80 | 45 | 27 | 8  | -- | 98  | 333 | 273 | 1er North        | Éliminés en 2e ronde  |
| 1994-1995 | 80 | 32 | 38 | 10 | -- | 74  | 271 | 294 | 4e North         | Éliminés en 1re ronde |
| 1995-1996 | 80 | 38 | 32 | 8  | 2  | 86  | 271 | 247 | 2e Central       | Éliminés en 1re ronde |
| 1996-1997 | 80 | 38 | 28 | 12 | 2  | 90  | 258 | 249 | 2e Empire State  | Éliminés en 1re ronde |
| 1997-1998 | 80 | 31 | 37 | 9  | 3  | 74  | 245 | 275 | 4e Empire State  | Éliminés en 1re ronde |
| 1998-1999 | 80 | 21 | 48 | 8  | 3  | 53  | 184 | 280 | 4e Empire State  | Éliminés en 1re ronde |

## Entraîneurs
- Bill Purcell 1979-1980
- Wayne Maxner 1980-1981
- Doug McKay 1981-1982
- Bill Mahoney 1982-1983
- Bill Dineen 1983-1989
- Barry Melrose 1989-1992
- Newell Brown 1992-1997
- Glen Merkosky 1997-1999

## Records d'équipe

### En carrière
Buts: 204  Glenn Merkosky
Aides: 212 Glenn Merkosky
Points: 416 Glenn Merkosky
Minutes de pénalité: 1028  Gord Kruppke
Nombre de parties: 430 Glenn Merkosky